# Hydrofon

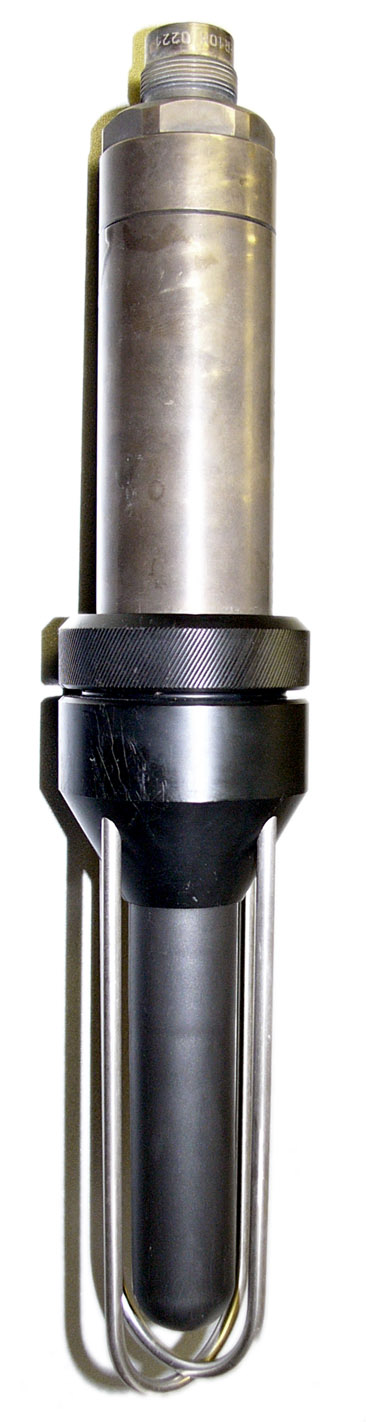
Hydrofon

Hydrofon je podvodní mikrofon, umožňující pasivně naslouchat zvukům z okolní vody (aktivním zařízením je sonar). Hydrofon byl prvním podvodním čidlem vyvinutým na počátku 20. století. Představoval důležitý prostředek protiponorkového boje, který umožňoval odhalit a částečně i lokalizovat ponořenou ponorku. Naopak ponořená ponorka jím mohla získat informace o svém okolí. Hydrofon byl v protiponorkovém boji používán už za první světové války a přispěl tak k ochraně spojeneckých konvojů. Používá se také v seismologii.